# 6699 Igaueno
A 6699 Igaueno (ideiglenes jelöléssel 1987 YK) a Naprendszer kisbolygóövében található aszteroida. Tsutomu Seki fedezte fel 1987. december 19-én.